# Robert Peake il Vecchio

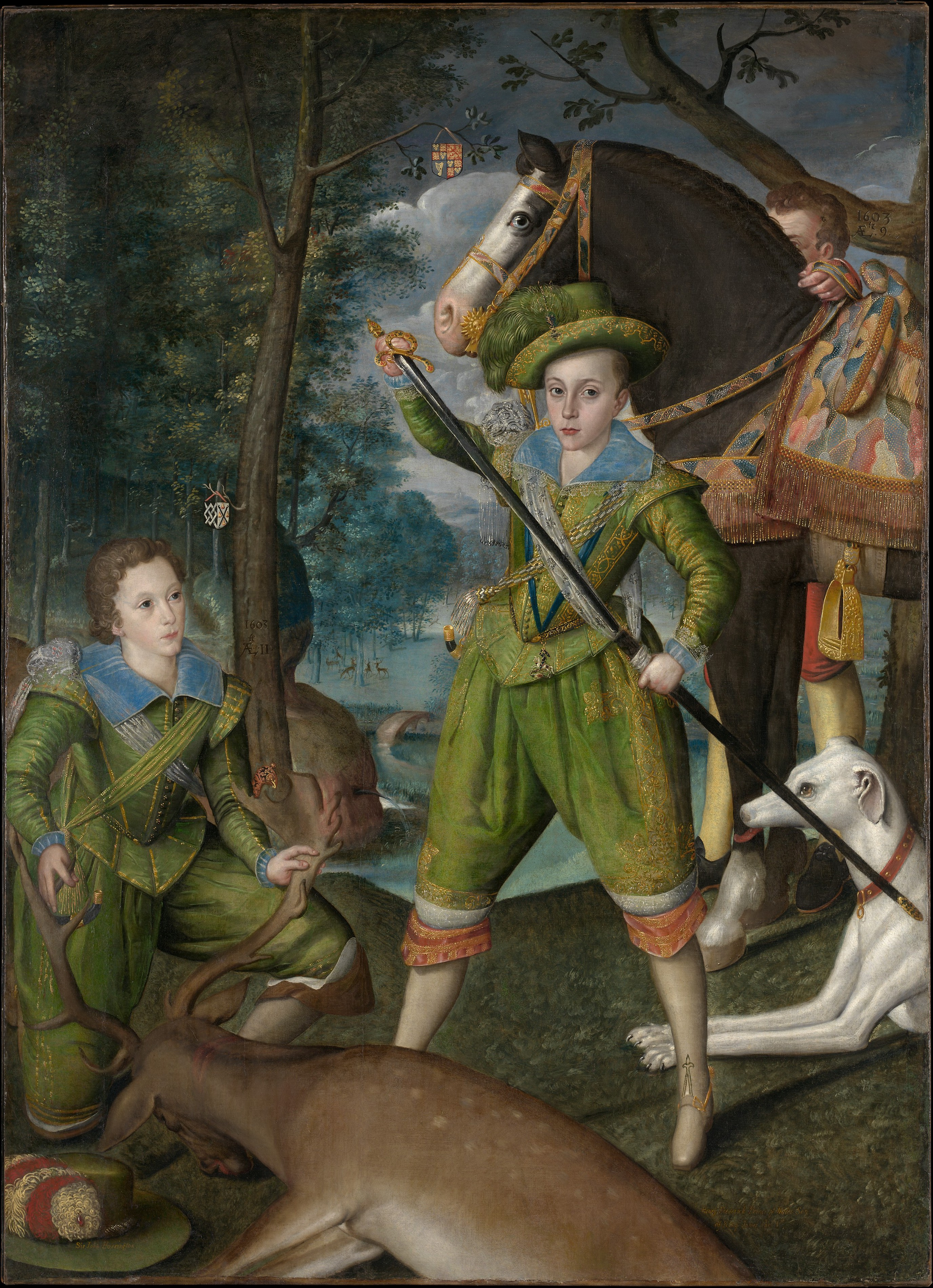
Ritratto di Enrico Federico Stuart

Robert Peake il Vecchio (1551 circa – 1619) è stato un pittore inglese attivo nell'ultimo periodo di regno della regina Elisabetta I e per gran parte del regno di Giacomo I.

## Biografia
Nel 1604, fu nominato ritrattista dell'erede al trono, Enrico Federico Stuart, e nel 1607, Serjeant-Painterper di Giacomo I, carica condivisa con John De Critz. Alla morte di Enrico alla fine del 1612, passò immediatamente a ritrarre il nuovo erede al trono, il fratello minore Carlo, già in occasione della sua venuta a Cambridge nel marzo 1613.
Si specializzò nel dipingere ritratti interi di soggetti prevalentemente reali caratterizzati da colori brillanti.
Peake spesso è chiamato “il Vecchio”, per distinguerlo da suo figlio, il pittore William Peake (c. 1580–1639) e da suo nipote, Sir Robert Peake (c. 1605–1667) che seguì suo padre nel lavoro di famiglia.